# Arantzazu
Arantzazu è un comune spagnolo di 289 abitanti situato nella comunità autonoma dei Paesi Baschi.